# Шукайте жінку (фільм, 1982)
Шукайте жінку (рос. Ищите женщину) — радянський детективний комедійний телефільм, поставлений на кіностудії «Мосфільм» у 1982 році режисеркою Аллою Суріковою.
Прем'єра на телебаченні СРСР відбулася 1 січня 1983 року по Першій загальносоюзній програмі, згодом фільм неодноразово повторювався.

## Сюжет

### 1 серія
Париж, 1982 рік, напередодні Нового року. Зазирнувши у свій кабінет нотаріус метр Роше (Сергій Юрський) поспіхом відправляє персонал контори додому. Але секретарка-телефоністка Аліса Постік (Софіко Чіаурелі) затримується і стає очевидицею сцени — господар з'являється у приймальні з ножем у спині й падає на стіл. Аліса телефонує в поліцію і непритомніє. На сигнал приходить поліціянт Максімен, який не виявляє тіла та обіцяє Алісі два тижні в'язниці за хибний виклик поліції.
Потім сюди ж прибуває сильно застуджений інспектор Ґранден (Леонід Куравльов), в якому Аліса впізнає свого знайомого Рірі, з яким вона не бачилася 20 років. Детектив береться до розслідування, припускаючи, що тіло могло зникнути, але факт вбивства все ж мав місце. У його руках є речовий доказ: забруднена чимось скатертина зі столу у приймальні, на якому Аліса бачила тіло метра Роше, але без експертизи неможливо визначити — кров це чи чорнило.
Ґранден розпитує Алісу про службовців контори, шукаючи мотив для вбивства метра Роше. Одночасно він збирає в конторі всіх службовців, а також дружину метра Клару. Поступово з'ясовуються нюанси стосунків між колегами: мадемуазель Бріссар закохана в метра Роше; Робер де Шаранс стверджує, що кохає мадам Роше; натомість мадам Роше має коханця, з яким вона зустрічається у квартирі Робера, причому метр Роше знав про це. Потім у конторі несподівано з'являється сам метр Роше та висловлює подив, що його дружини не було в опері, куди вони збиралися цього вечора.

### 2 серія
Здавалося б, справу можна закривати, але Аліса Постік знаходить три нові докази: ключ з ініціалами GN (насправді мало бути JN; при постановці фільму не врахували деталей французького написання імен), ґудзик із перламутром і замітку в газеті «Труп на Лебединому острові». Попри заборону метра Роше щодо розмов про його уявне вбивство, мадемуазель Постік продовжує розслідування разом з інспектором Ґранденом.
Хтось викрадає в Аліси ґудзик, а ключ начебто належить сусідові Максімена Жаку Нуаре. Але Аліса не здається. Інспектор Ґранден порівнює опис ґудзика з ґудзиками на куртці вбитого з Лебединого острова й доходить висновку, що викрадений ґудзик відірвався якраз від одягу вбитого, а Максімен з'ясовує, що ключ не належить його сусідові. Поліція встановлює, що вбитий — Жульєн Налестро, коханець мадам Роше. Дізнавшись про це, той у паніці тікає, побоюючись, що в убивстві звинуватять саме його. Однак інспектор Ґранден віртуозно встановлює, що нотаріус винен тільки у приховуванні тіла, яке виявив у своєму кабінеті, а також у симуляції власної смерті (щоб мадемуазель Постік знепритомніла й не заважала йому винести тіло).
Згодом з'ясовується, що справжнім вбивцею є Робер де Шаранс, який напередодні заманив Налестро в контору та вбив його в кабінеті метра Роше, тим самим сподіваючись позбутися відразу і чоловіка, і коханця мадам Роше, а потім одружитися з нею й у перспективі стати власником контори. Дізнавшись, що справа провалилася, клерк повертається в контору після роботи й намагається розправитися з Алісою (яка нібито залишилась сама, але насправді вона сховала у шафі інспектора Ґрандена), при цьому розповідаючи своїй майбутній жертві деталі власного підступного плану. Це все чує інспектор, котрий зачаївся у шафі, проте він не може їй допомогти — Аліса випадково його замкнула. До контори повертається Максімен і у запеклій сутичці заарештовує Робера.
У фіналі Аліса по телефону розповідає своїй подрузі, що вона стане приватною детективкою і що Ґранден запропонував їй шлюб. Збентежений інспектор майже не опирається. 

## Дійові особи
- Аліса Постік — секретарка-телефоністка в нотаріальній конторі метра Роше. Їй за сорок, але вона приховує свій вік. Говірка. Народилася у травні, на бульварі Сен-Мішель у будинку № 5 на 3-му поверсі. Згодом переїхала на вулицю Мартир на Монмартрі. Неодружена. В юності товаришувала з Рірі Ґранденом, з яким не бачилася вже 20 років. У конторі служить 19 років, застала ще попередника метра Роше, метра Ґаліфора, не одружилася з ним, про що не шкодує. Любить детективи, більшу частину робочого дня розмовляє по телефону з подругою Жоржетою. Живе в тому ж будинку, в якому знаходиться нотаріальна контора. Будинок належить метру Роше. Кожен раз, коли він збільшує їй платню, домовласник (він же) збільшує квартирну плату. Коронна фраза: «Поруч із гарною жінкою і чоловік може стати людиною».

- інспектор Ґранден — в юності його звали Рірі (зменшувальне від Анрі), жив на вулиці Мартир на Монмартрі. Працює інспектором поліції, має прізвисько Залізний Лоб. Неодружений, але каже, що у нього дружина і п'ять дочок, тому що вважає, що в його віці бути холостяком соромно. Має залізні нерви і хватку, а також сталевий характер. Нещодавно отримав орден за арешт фальшивомонетника, а заразом під час тієї операції підхопив бронхіт. Беззаперечний авторитет для підлеглих.

- метр Роше — власник нотаріальної контори та будинку, в якому вона розташована. Працює нотаріусом і здає квартири внайм. Людина справи, не схильна до сентиментів. Різкий, але не дурний, захоплений роботою. Одружений з аристократкою Кларою багато років, утім стосунки в них прохолодні. Відносини остаточно зіпсувалися після того, як метр викрив її в подружній зраді. За твердженням дружини, має багато ворогів, оскільки завжди був войовничо налаштований, вимогливий і прискіпливий.

- мадам Клара Роше — дружина метра Роше, багата аристократка, яка нудиться у «золотій клітці». Має коханця — Жульєна Налестро, з яким зустрічалася у квартирі клерка Робера де Шаранса.

- Робер де Шаранс — клерк контори, працює в ній уже два з половиною роки. Найнявся на роботу в день св. Аліси і відтоді кожен рік у цей день дарує Алісі квіти. Його обожнюють усі жінки в конторі, крім мадемуазель Бріссар. Каже, що закоханий у мадам Роше. Має хобі — ходити по антикварних крамницях. Живе на вулиці Ґобелен, 19. Якщо придивитися до портретів на стінах його кабінету, то видно, що він великий шанувальник Наполеона.

- мадемуазель Сюзанна Бріссар — особиста секретарка метра Роше. «Церковний щур, очкарик, сухар у капелюсі». 34 роки. Стара діва, без взаємності закохана в метра Роше. Каже, що страждає серцевою хворобою, сумна й полохлива, живе на набережній Ґренель. Свою останню відпустку провела в Голландії.

- мадемуазель Віржинія Ренуар — друкарка контори. Модниця, чарівна блондинка й кокетка. Одягається за останнім писком моди, що і становить основу її інтересів. Уважає, що «якщо мода вимагає, то й роги носять». Постійно робить помилки в документах. Неодружена. Метр Роше безрезультатно намагався з нею фліртувати. Любить пофліртувати з молодими чоловіками та вважає, що всі чоловіки тільки про «це» й думають.

- Максімен — поліціянт 16-го округу Парижа, помічник інспектора Ґрандена. Має «залізну хватку», найкраще в нього виходить битися. Весь час забуває терміни затримання за дрібні правопорушення і носить у кашкеті шпаргалку з підказками. Доброзичлива, але дещо розсіяна молода людина: втрачає ключі від мотоцикла свого сусіда Жака Нуаре. На службі не вживає алкоголь, хіба якщо тільки по крапельці. Не проти пофліртувати з симпатичними молодими жінками.

- Жак-П'єр Антуан — клієнт нотаріальної контори, останнім часом дуже зайнятий своїм заповітом і власними майбутніми похоронами. Віддає перевагу, щоб на його похороні грала легка музика. Дуже любить свого собаку Ніко.

- мадам Ташар — клієнтка нотаріальної контори, здає квартиру внайм. Метр Роше особисто займається її справою в надії, що вона більше не з'явиться в конторі. Має ніжні почуття до метра Роше.

### Не з'являються в кадрі
- Жоржетта — подруга Аліси Постік, якій та постійно телефонує.

- Жак Нуаре — друг Максімена, який позичив йому свій мотоцикл, а Максімен загубив від нього ключі.

- Жульєн Налестро — коханець мадам Роше. Убитий, труп якого виявив у себе в кабінеті метр Роше. Мав куртку з перламутровими ґудзиками.

- Боллар і Фурке — поліціянти, які виявили тіло Жульєна Налестро на Лебединому острові.

- Ґодар — черговий поліціянт у відділку в ніч, коли доставили труп Жульєна Налестро з Лебединого острова.

- Жорж — поліціянт, завідувач поліцейського архіву.

- мсьє Леґран — клієнт метра Роше, якому призначено зустріч на 13:30.

- мсьє ван Берґ — неіснуючий голландець, ім'ям якого представляється невідомий.

## В ролях

### Головні ролі
- Софіко Чіаурелі — Аліса (Лілі) Постік, секретарка-телефоністка в нотаріальній конторі

- Леонід Куравльов — інспектор Анрі (Рірі)[3] Ґранден на прізвисько Залізний Лоб

- Сергій Юрський — метр Роше

- Олена Соловей — мадам Клара Роше

- Олександр Абдулов — Робер де Шаранс

- Леонід Ярмольник — Максімен, поліціянт
- Людмила Дмітрієва — Сюзанна Бріссар, особиста секретарка метра Роше
- Олена Укращенок — Віржинія Ренуар, друкарка

### В епізодах
- Володимир Басов — мсьє Жак-П'єр Антуан, клієнт
- Ніна Тер-Осіпян — мадам Ташар, клієнтка
- Ніко — собака мсьє Антуана